# Voleibol nos Jogos Pan-Americanos de 2015 - Masculino
O torneio masculino de voleibol nos Jogos Pan-Americanos de 2015 foi realizado entre 17 e 26 de julho no Centro de Exposições. Oito equipes participaram do evento.

## Medalhistas
|  | ARG Argentina |  | BRA Brasil |  | CAN Canadá |
|  | Javier Filardi Nicolás Uriarte Facundo Conte José Luis González Sebastián Solé Pablo Crer Luciano De Cecco Martín Ramos Ezequiel Palacios Maximiliano Gauna Sebastián Closter Luciano Zornetta |  | Carlos Eduardo Barreto Thiago Veloso Flávio Gualberto Douglas Souza Maurício Souza Rafael Araújo Murilo Radke Maurício Borges Silva João Rafael Ferreira Renan Buiatti Tiago Brendle Otávio Pinto |  | Tyler Sanders John Gordon Perrin Daniel Lewis Rudy Verhoeff Adam Simac Dustin Schneider Toontje Van Lankvelt Gavin Schmitt Frederic Winters Graham Vigrass Nicholas Hoag Steven Marshall |

## Formato
As oito equipes foram divididas em dois grupos de quatro equipes. Cada equipe enfrentou as outras equipes do mesmo grupo, totalizando três jogos. A vencedora de cada grupo se classificou diretamente as semifinais e as classificadas em segundo e terceiro lugar disputaram as quartas de final. As seleções que ficaram em último lugar nos seus grupos disputaram o sétimo lugar e as perdedoras das quartas de final disputaram o quinto lugar. Nas semifinais, as vencedoras disputaram a medalha de ouro e as perdedoras a medalha de bronze.

## Primeira fase
|  | Equipes classificadas à semifinais          |
|  | Equipes classificadas às quartas de final   |
|  | Equipes classificadas à disputa de 7º lugar |

Todas as partidas seguem o fuso horário local (UTC-5).

### Grupo A
|     |               |     | Jogos | Jogos | Jogos | Pontos | Pontos | Pontos | Sets | Sets | Sets  |
| Pos | Equipe        | Pts | T     | V     | D     | V      | P      | R      | V    | P    | R     |
| --- | ------------- | --- | ----- | ----- | ----- | ------ | ------ | ------ | ---- | ---- | ----- |
| 1   | BRA Brasil    | 7   | 3     | 2     | 1     | 258    | 220    | 1.173  | 8    | 3    | 2.667 |
| 2   | ARG Argentina | 6   | 3     | 2     | 1     | 243    | 205    | 1.185  | 6    | 4    | 1.500 |
| 3   | CUB Cuba      | 5   | 3     | 2     | 1     | 255    | 255    | 1,000  | 7    | 5    | 1.400 |
| 4   | COL Colômbia  | 0   | 3     | 0     | 3     | 149    | 225    | 0.662  | 0    | 6    | 0,000 |

| 17 de julho 13:30 Relatório | Brasil | 3 – 0                         | Colômbia   | Centro de Exposições, Toronto Público: 2 000 Árbitro(s): USA Paul Albright CUB Gerardo Morel |
| 17 de julho 13:30 Relatório | 25 –   | Set 1 Set 2 Set 3 Set 4 Set 5 | 16 13 16 – | Centro de Exposições, Toronto Público: 2 000 Árbitro(s): USA Paul Albright CUB Gerardo Morel |

| 17 de julho 21:00 Relatório | Argentina  | 3 – 1                         | Cuba          | Centro de Exposições, Toronto Público: 3 050 Árbitro(s): DOM Denny Céspedes CAN Taras Ilkiw |
| 17 de julho 21:00 Relatório | 25 23 25 – | Set 1 Set 2 Set 3 Set 4 Set 5 | 20 15 25 15 – | Centro de Exposições, Toronto Público: 3 050 Árbitro(s): DOM Denny Céspedes CAN Taras Ilkiw |

| 19 de julho 13:30 Relatório | Brasil         | 2 – 3                         | Cuba           | Centro de Exposições, Toronto Público: 4 500 Árbitro(s): PUR Miguel Figueroa ARG Adolfo Keim |
| 19 de julho 13:30 Relatório | 20 25 23 25 11 | Set 1 Set 2 Set 3 Set 4 Set 5 | 25 18 25 22 15 | Centro de Exposições, Toronto Público: 4 500 Árbitro(s): PUR Miguel Figueroa ARG Adolfo Keim |

| 19 de julho 18:35 Relatório | Argentina | 3 – 0                         | Colômbia   | Centro de Exposições, Toronto Público: 4 200 Árbitro(s): CRC Marvin Mora BRA Luiz Coutinho |
| 19 de julho 18:35 Relatório | 25 –      | Set 1 Set 2 Set 3 Set 4 Set 5 | 14 16 21 – | Centro de Exposições, Toronto Público: 4 200 Árbitro(s): CRC Marvin Mora BRA Luiz Coutinho |

| 21 de julho 13:30 Relatório | Brasil  | 3 – 0                         | Argentina  | Centro de Exposições, Toronto Público: 3 600 Árbitro(s): DOM Denny Céspedes CAN Taras Ilkiw |
| 21 de julho 13:30 Relatório | 29 25 – | Set 1 Set 2 Set 3 Set 4 Set 5 | 27 21 22 – | Centro de Exposições, Toronto Público: 3 600 Árbitro(s): DOM Denny Céspedes CAN Taras Ilkiw |

| 21 de julho 22:00 Relatório | Cuba | 3 – 0                         | Colômbia   | Centro de Exposições, Toronto Público: 900 Árbitro(s): ARG Adolfo Keim PUR Miguel Figueroa |
| 21 de julho 22:00 Relatório | 25 – | Set 1 Set 2 Set 3 Set 4 Set 5 | 16 19 18 – | Centro de Exposições, Toronto Público: 900 Árbitro(s): ARG Adolfo Keim PUR Miguel Figueroa |

### Grupo B
|     |                    |     | Jogos | Jogos | Jogos | Pontos | Pontos | Pontos | Sets | Sets | Sets  |
| Pos | Equipe             | Pts | T     | V     | D     | V      | P      | R      | V    | P    | R     |
| --- | ------------------ | --- | ----- | ----- | ----- | ------ | ------ | ------ | ---- | ---- | ----- |
| 1   | CAN Canadá         | 8   | 3     | 3     | 0     | 280    | 249    | 1.124  | 9    | 3    | 3,000 |
| 2   | PUR Porto Rico     | 6   | 3     | 2     | 1     | 268    | 248    | 1.081  | 7    | 4    | 1.750 |
| 3   | USA Estados Unidos | 4   | 3     | 1     | 2     | 295    | 294    | 1.003  | 6    | 7    | 0.857 |
| 4   | MEX México         | 0   | 3     | 0     | 3     | 195    | 247    | 0.789  | 1    | 9    | 0.111 |

| 17 de julho 15:30 Relatório | Estados Unidos | 1 – 3                         | Porto Rico    | Centro de Exposições, Toronto Público: 1 700 Árbitro(s): BRA Luiz Coutinho CRC Marvin Mora |
| 17 de julho 15:30 Relatório | 23 26 20 26 –  | Set 1 Set 2 Set 3 Set 4 Set 5 | 25 24 25 28 – | Centro de Exposições, Toronto Público: 1 700 Árbitro(s): BRA Luiz Coutinho CRC Marvin Mora |

| 17 de julho 19:00 Relatório | Canadá | 3 – 0                         | México     | Centro de Exposições, Toronto Público: 4 500 Árbitro(s): ARG Adolfo Keim PER Walter Vera |
| 17 de julho 19:00 Relatório | 25 –   | Set 1 Set 2 Set 3 Set 4 Set 5 | 18 19 18 – | Centro de Exposições, Toronto Público: 4 500 Árbitro(s): ARG Adolfo Keim PER Walter Vera |

| 19 de julho 16:45 Relatório | Canadá     | 3 – 1                         | Porto Rico | Centro de Exposições, Toronto Público: 4 500 Árbitro(s): CUB Gerardo Morel USA Paul Albright |
| 19 de julho 16:45 Relatório | 25 21 25 – | Set 1 Set 2 Set 3 Set 4 Set 5 | 23 25 20 – | Centro de Exposições, Toronto Público: 4 500 Árbitro(s): CUB Gerardo Morel USA Paul Albright |

| 19 de julho 21:30 Relatório | Estados Unidos | 3 – 1                         | México     | Centro de Exposições, Toronto Público: 2 700 Árbitro(s): CAN Taras Ilkiw DOM Denny Céspedes |
| 19 de julho 21:30 Relatório | 20 27 25 –     | Set 1 Set 2 Set 3 Set 4 Set 5 | 25 16 17 – | Centro de Exposições, Toronto Público: 2 700 Árbitro(s): CAN Taras Ilkiw DOM Denny Céspedes |

| 21 de julho 15:45 Relatório | México     | 0 – 3                         | Porto Rico | Centro de Exposições, Toronto Público: 600 Árbitro(s): USA Paul Albright CUB Gerardo Morel |
| 21 de julho 15:45 Relatório | 23 14 20 – | Set 1 Set 2 Set 3 Set 4 Set 5 | 25 –       | Centro de Exposições, Toronto Público: 600 Árbitro(s): USA Paul Albright CUB Gerardo Morel |

| 21 de julho 19:00 Relatório | Canadá   | 3 – 2                         | Estados Unidos | Centro de Exposições, Toronto Público: 4 500 Árbitro(s): PER Walter Vera COL Misael Galindo |
| 21 de julho 19:00 Relatório | 19 25 15 | Set 1 Set 2 Set 3 Set 4 Set 5 | 25 27 23 16 12 | Centro de Exposições, Toronto Público: 4 500 Árbitro(s): PER Walter Vera COL Misael Galindo |

## Fase final
|  | Quartas-de-final | Quartas-de-final | Quartas-de-final |  |  | Semifinais | Semifinais | Semifinais |  |  | Medalha de ouro   | Medalha de ouro   | Medalha de ouro   |
|  |                  |                  |                  |  |  |            |            |            |  |  |                   |                   |                   |
|  |                  |                  |                  |  |  | B1         | Canadá     | 1          |  |  |                   |                   |                   |
|  | A2               | Argentina        | 3                |  |  | A2         | Argentina  | 3          |  |  |                   |                   |                   |
|  | B3               | Estados Unidos   | 0                |  |  |            |            |            |  |  | A2                | Argentina         | 3                 |
|  |                  |                  |                  |  |  |            |            |            |  |  | A1                | Brasil            | 2                 |
|  |                  |                  |                  |  |  | A1         | Brasil     | 3          |  |  |                   |                   |                   |
|  | B2               | Porto Rico       | 3                |  |  | B2         | Porto Rico | 0          |  |  | Medalha de bronze | Medalha de bronze | Medalha de bronze |
|  | A3               | Cuba             | 2                |  |  |            |            |            |  |  | B1                | Canadá            | 3                 |
|  |                  |                  |                  |  |  |            |            |            |  |  | B2                | Porto Rico        | 1                 |

### Quartas de final
| 22 de julho 19:00 Relatório | Argentina | 3 – 0                         | Estados Unidos | Centro de Exposições, Toronto Público: 4 500 Árbitro(s): PUR Miguel Figueroa DOM Yury Romero |
| 22 de julho 19:00 Relatório | 25 –      | Set 1 Set 2 Set 3 Set 4 Set 5 | 16 21 15 –     | Centro de Exposições, Toronto Público: 4 500 Árbitro(s): PUR Miguel Figueroa DOM Yury Romero |

| 22 de julho 21:00 Relatório | Porto Rico  | 3 – 2                         | Cuba        | Centro de Exposições, Toronto Público: 3 100 Árbitro(s): MEX Luis Macías BRA Luiz Coutinho |
| 22 de julho 21:00 Relatório | 20 22 25 15 | Set 1 Set 2 Set 3 Set 4 Set 5 | 25 21 20 11 | Centro de Exposições, Toronto Público: 3 100 Árbitro(s): MEX Luis Macías BRA Luiz Coutinho |

### Disputa pelo 7º lugar
| 24 de julho 13:30 Relatório | Colômbia   | 0 – 3                         | México | Centro de Exposições, Toronto Público: 3 500 Árbitro(s): CUB Gerardo Morel CRC Marvin Mora |
| 24 de julho 13:30 Relatório | 20 17 18 – | Set 1 Set 2 Set 3 Set 4 Set 5 | 25 –   | Centro de Exposições, Toronto Público: 3 500 Árbitro(s): CUB Gerardo Morel CRC Marvin Mora |

### Disputa pelo 5º lugar
| 24 de julho 15:30 Relatório | Estados Unidos | 1 – 3                         | Cuba    | Centro de Exposições, Toronto Público: 3 100 Árbitro(s): CAN Taras Ilkiw PUR Miguel Figueroa |
| 24 de julho 15:30 Relatório | 30 22 14 22 –  | Set 1 Set 2 Set 3 Set 4 Set 5 | 28 25 – | Centro de Exposições, Toronto Público: 3 100 Árbitro(s): CAN Taras Ilkiw PUR Miguel Figueroa |

### Semifinais
| 24 de julho 19:00 Relatório | Canadá        | 1 – 3                         | Argentina  | Centro de Exposições, Toronto Público: 4 950 Árbitro(s): BRA Luiz Coutinho PUR Juan Rivera |
| 24 de julho 19:00 Relatório | 26 25 21 23 – | Set 1 Set 2 Set 3 Set 4 Set 5 | 28 20 25 – | Centro de Exposições, Toronto Público: 4 950 Árbitro(s): BRA Luiz Coutinho PUR Juan Rivera |

| 24 de julho 21:50 Relatório | Brasil | 3 – 0                         | Porto Rico | Centro de Exposições, Toronto Público: 3 000 Árbitro(s): DOM Denny Céspedes CAN Scott McLean |
| 24 de julho 21:50 Relatório | 25 –   | Set 1 Set 2 Set 3 Set 4 Set 5 | 16 17 23 – | Centro de Exposições, Toronto Público: 3 000 Árbitro(s): DOM Denny Céspedes CAN Scott McLean |

### Disputa pelo bronze
| 26 de julho 11:00 Relatório | Canadá     | 3 – 1                         | Porto Rico    | Centro de Exposições, Toronto Público: 4 900 Árbitro(s): DOM Yury Ramírez TTO Brian Charles |
| 26 de julho 11:00 Relatório | 25 23 25 – | Set 1 Set 2 Set 3 Set 4 Set 5 | 11 12 25 18 – | Centro de Exposições, Toronto Público: 4 900 Árbitro(s): DOM Yury Ramírez TTO Brian Charles |

### Final
| 26 de julho 15:00 Relatório | Argentina      | 3 – 2                         | Brasil     | Centro de Exposições, Toronto Público: 4 900 Árbitro(s): CAN Scott McLean MEX Luis Macías |
| 26 de julho 15:00 Relatório | 25 18 19 25 15 | Set 1 Set 2 Set 3 Set 4 Set 5 | 23 25 23 8 | Centro de Exposições, Toronto Público: 4 900 Árbitro(s): CAN Scott McLean MEX Luis Macías |

## Classificação final
| Pos.              | Equipe             | Campanha | Campanha |
| Pos.              | Equipe             | V        | D        |
| ----------------- | ------------------ | -------- | -------- |
| Medalha de ouro   | ARG Argentina      | 5        | 1        |
| Medalha de prata  | BRA Brasil         | 3        | 2        |
| Medalha de bronze | CAN Canadá         | 4        | 1        |
| 4                 | PUR Porto Rico     | 3        | 3        |
| 5                 | CUB Cuba           | 3        | 2        |
| 6                 | USA Estados Unidos | 1        | 4        |
| 7                 | MEX México         | 1        | 3        |
| 8                 | COL Colômbia       | 0        | 4        |